# Stenopyga casta
Stenopyga casta är en bönsyrseart som beskrevs av Gerstaecker 1883. Stenopyga casta ingår i släktet Stenopyga och familjen Mantidae. Inga underarter finns listade i Catalogue of Life.